# Piirissaar

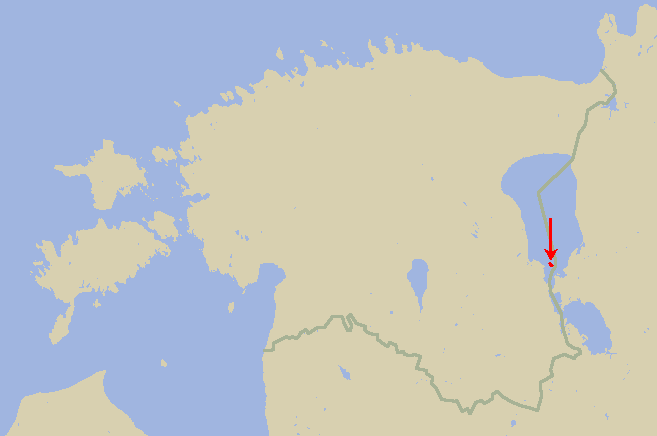
Położenie wyspy

Piirissaar – wyspa we wschodniej części Estonii. Znajduje się na jeziorze Pejpus. Zajmuje obszar o powierzchni 7,8 km² w pobliżu ujścia rzeki Emajõgi.
Na terenie wyspy ulokowane są trzy wsie Piiri, Saare i Tooni.